# Ivo Papazov
Ivo Mitkov Papazov, bulharsky Иво Митков Папазов (* 16. února 1952 Kardžali) je bulharský klarinetista, představitel world music. Narodil se v turecky hovořící romské rodině jako Ibrjama Hapazov.
Vyrůstal v muzikantském prostředí a již od deseti let hrával na různých oslavách. Studium stavební průmyslovky nedokončil a stal se profesionálním klarinetistou. V roce 1978 založil Trakija Band, který se stal lídrem v oblasti „svatební hudby“, kde se prolíná tradiční lidová hudba s moderním nástrojovým obsazením. V období takzvaného obrodného procesu musel přijmout bulharské jméno a hrozilo mu nucené pracovní nasazení. Teprve po uvolnění poměrů začal jeho nahrávky vydávat Balkanton, ve světě se prosadil díky albu Orpheus Ascending u vydavatelství Hannibal Records.
Temperamentní balkánský folklór se u Papazova prolíná s improvizovanými sóly ve stylu jazzu, inspiruje se také filmovou hudbou. Vystupoval se zpěvačkou Emilií a saxofonistou Jurim Junakovem, byl členem mezinárodního souboru Black Sea Orchestra. Spolupracoval také s Hectorem Zazouem a jeho obdivovatelem byl Frank Zappa. Písní „Mamo Marie Mamo“ je zastoupen na kompilačním albu The Rough Guide to the Music of Eastern Europe. Jeho skladba „Nostalgia“ byla použita k prezentaci Bulharska na televizní stanici Euronews. Sofijská Univerzita knihovnictví a informačních věd mu udělila čestný doktorát, v roce 2005 získal cenu diváků na BBC Radio 3 a v roce 2022 cenu WOMEX.
Jeho manželkou je zpěvačka Maria Karafizieva.